# Heiner Mora
Heiner Mora (né le 20 juin 1984 à Guácimo au Costa Rica) est un footballeur international costaricien, qui joue au poste de défenseur au CD Barrio Mexico.